# Banu Amin

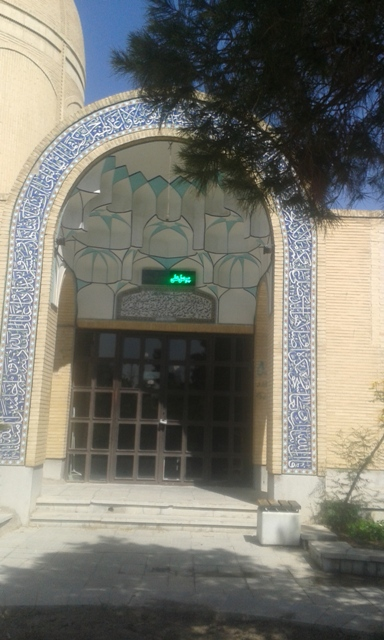
Banu Amins helgedom.

Banu Amin (persiska: بانو امين), vars riktiga namn var Hajiye Seyyede Nosrat Beygum Amin, född 1895 i Esfahan, Persien, död 1983, var en känd kvinnlig shiamuslimsk mujtahid och tillhörde de mest framstående kvinnliga rättslärda och teologerna på 1900-talet. Bland annat gav hon sig själv tillåtelse att återberätta hadith till ayatolla Marashi Najafi. 